# Канонир
Канонир (на немски: Kanonier от на френски: canonnier) e редник артилерист в Руската империя до 1917 г., буквално топчия.

## История
Морският Устав на Руския флот от 1720 г. определя броя канонири на кораба в зависимост от неговия ранг и число на оръдията:
| ранг на кораба | брой оръдия | брой канонири |
| -------------- | ----------- | ------------- |
| 1              | 90          | 60            |
| 1              | 80          | 50            |
| 2              | 76          | 40            |
| 3              | 66          | 35            |
| 3              | 50          | 30            |
| 4              | 32          | 20            |
| 4              | 16          | 12            |
| 4              | 14          | 8             |

Според съотношението на броя оръдия и канонирите, може да се каже, че на три оръдия има примерно два канонира. Следователно канонирите са се занимавали със зареждането, прицелването и производството на изстрела, а наката на оръдията на място, охлаждането и почистването на цевта след изстрел е задължение на войниците. Матросите нямат отношение към оръдията.
Капрал от канонирите е младши подофицер артилерист, командир на канонирите.
Сержант от канонирите е старши артилерийски подофицер. На големите кораби е началник на всички редници артилеристи. На малките кораби длъжността на сержанта се заема от капрали.